# 愛知県道149号浅野羽根岩倉線
愛知県道149号浅野羽根岩倉線（あいちけんどう149ごう あさのはねいわくらせん）は、愛知県一宮市から同県岩倉市に至る一般県道である。

## 概要
ほぼ全線にわたって1965年（昭和40年）に廃止された名鉄一宮線の路盤跡を利用している。

### 路線データ
- 起点：愛知県一宮市千秋町浅野羽根（浅野羽根交差点）
- 終点：愛知県岩倉市本町

## 沿革
- 1966年（昭和41年）8月1日：認定

## 地理

### 通過する自治体
- 愛知県
  - 一宮市 - 岩倉市

### 交差する路線
- 愛知県道153号浅井清須線（浅野羽根交差点）
- 愛知県道155号井之口江南線（元小山交差点）
- 愛知県道63号名古屋江南線（名草線）（西市町西畑田交差点）
- 愛知県道167号岩倉停車場線（終点）

### 沿線
- 大成中学校・高等学校
- 千秋病院
- 一宮市立千秋南小学校
- 岩倉市総合体育文化センター